# Cecil Burney
Cecil Burney (Saint Saviour, 15 maggio 1858 – Upham, 5 giugno 1929) è stato un ammiraglio britannico.
Dopo aver preso parte ad azioni di combattimento come ufficiale inferiore in una brigata marina a terra durante la guerra anglo-egiziana e la guerra mahdista, comandò un incrociatore durante le operazioni della seconda guerra boera. Come ufficiale generale comandò la divisione di Plymouth della Home Fleet, il 5th Cruiser Squadron, l'Atlantic Fleet e il 3rd Battle Squadron.
Nell'aprile 1913 il Montenegro prese controllo di Scutari nelle fasi finali della prima guerra balcanica. Nello stesso mese Burney fu mandato sulla costa del Montenegro, come secondo in comando temporaneo della Mediterranean Fleet, che si trovava nell'area come parte della forza internazionale che era stata mandata per risolvere la situazione. Al suo arrivo diede inizio al blocco navale di Antivari e comandò alla forza internazionale di occupare Scutari per passarla in seguito al controllo albanese. Ricevette molti onori grazie al grande successo della missione.
Allo scoppio della prima guerra mondiale divenne il comandante in capo della Channel Fleet. In questo ruolo si assicurò un passaggio sicuro per la British Expeditionary Force fino alla costa francese. Divenne in seguito il comandante del 1st Battle Squadron, comandandolo durante la Battaglia dello Jutland nel maggio 1916, dove l'ammiraglia, la HMS Marlborough, fu la prima nave a ingaggiare i tedeschi, ma fu poi silurata. Nel novembre 1916 divenne Secondo Lord del Mare ma fu rimosso dall'incarico nel settembre 1917 a causa della sua età avanzata. Fu però nominato comandante in capo della costa scozzese. Dopo la guerra divenne comandante in capo della base di Portsmouth.

## Prime esperienze
Figlio del capitano Charles Burney della Royal Navy e di Catherine Elizabeth Burney (nata Jones), Burney nacque a Saint Saviour, sull'isola di Jersey. Fu educato alla Burney's Royal Naval Academy di Gosport e nel luglio 1871 s'imbarcò come cadetto della Royal Navy a bordo della nave scuola HMS Britannia. Nell'ottobre 1873 fu promosso guardiamarina e assegnato alla nave da battaglia HMS Repulse, ammiraglia nella stazione del Pacifico. Dopo la promozione a sottotenente il 18 ottobre 1877, nel gennaio 1879 fu trasferito sulla nave trasporto HMS Serapis. Nel giugno 1879 fu imbarcato sullo yacht reale HMY Victoria and Albert II e il 30 agosto dello stesso anno fu promosso tenente di vascello.
Nel settembre 1880 Burney s'imbarcò sulla corvetta HMS Carysfort della Mediterranean Fleet e servì a terra al comando della squadra di un cannone gatling come parte di una brigata marina che combatté a terra nella guerra anglo-egiziana e vide l'azione nella battaglia di Tell al-Mahuta nell'agosto 1882 e nella battaglia di Kassasin, sempre nello stesso periodo. In seguito accompagnò la spedizione di Sir Charles Warren per inseguire gli assassini del professor Edward Palmer. Servì anche in operazioni contro Osman Digna, che aveva minacciato Suakin nella primavera 1884, durante la guerra mahdista.
Nel settembre 1884 Burney ritornò a Portsmouth e frequentò la scuola di artiglieria sulla HMS Excellent e si unì, nel giugno 1886, allo staff della nave scuola per artiglieri HMS Cambridge, con base a Devonport. Nell'agosto 1887 divenne un ufficiale d'artiglieria a bordo della HMS Bellerophon di stanza nel Nord America e nei Caraibi e poi a partire dall'aprile 1889 dell'incrociatore HMS Comus nella stessa zona. Infine, nel gennaio 1892 fu spostato all'incrociatore corazzato Immortalité del Channel Squadron. Il 1 gennaio 1893 fu promosso Capitano di Fregata e nel maggio dello stesso anno divenne un ufficiale di bordo dell'incrociatore HMS Hawke della Mediterranean Fleet. Nel gennaio 1896 divenne ufficiale comandante della base di addestramento di Portland, prima a bordo della nave scuola HMS Boscawen e poi della HMS Minotaur, e fu promosso a Capitano di Vascello il 1 gennaio 1898.
Nel settembre 1899 Burney prese il comando della sua precedente nave, la HMS Hawke, e nel 1900 divenne capitano dell'incrociatore HMS Sappho, inizialmente di stanza nel Nord America, ma presto trasferito presso il Capo di Buona Speranza per servire durante la seconda guerra boera. La HMS Sappho colpì il banco di sabbia di Durban il 3 maggio 1901 ma, essendo sotto al controllo del pilota del porto, Burney non fu accusato di nulla; la nave dovette comunque ritornare nel Regno Unito per riparazioni. Il 27 maggio 1902, durante la rivista navale per l'incoronazione di Edoardo VII, fu nominato comandante della corazzata pre-dreadnought HMS Resolution, ammiraglia del contrammiraglio George Atkinson-Willes, comandante in seconda della Home Fleet. Il mese seguente, il 16 settembre, fu nominato comandante della HMS Empress of India, rimanendo comunque il capitano dell'ammiraglia di Atkinson-Willes e anche del suo successore, il contrammiraglio Edmund Poë, fino al 1904. Dal giugno 1904 fu ufficiale di stato maggiore a bordo della corazzata HMS Triumph della Home Fleet e, a partire dal luglio 1905, divenne capitano ispettore della nave scuola HMS Impregnable. Il 17 ottobre 1906 divenne aiutante di campo del re.
Fu promosso contrammiraglio il 10 ottobre 1907 e gli fu dato il comando della Plymouth Division della Home Fleet. Nel febbraio 1911 divenne il comandante del 5th Cruiser Squadron dell'Atlantic Fleet, con l'incrociatore corazzato HMS Good Hope come ammiraglia. Nel settembre dello stesso anno divenne comandante in capo dell'Atlantic Fleet, col rango temporaneo di viceammiraglio, con la corazzata HMS Prince of Wales come ammiraglia. Nell'aprile 1912 fu trasferito al comando del 3rd Battle Squadron della Mediterranean Fleet, con la HMS King Edward VII come nave ammiraglia, e fu promosso al grado di viceammiraglio il 20 settembre dello stesso anno.

## Prima guerra balcanica
Nell'aprile 1913 il Montenegro prese il controllo di Scutari durante l'ultimo scambio di colpi tra la nazione e l'impero Ottomano, durante le fasi finali della prima guerra balcanica. La scelta presa durante la conferenza di Londra fu che Scutari dovesse essere consegnata all'Albania. Nell'aprile 1913 Burney fu mandato ad Antivari come vicecomandante temporaneo della Mediterranean Fleet, issando la sua bandiera sull'incrociatore HMS Dublin, per prendere il comando della forza navale internazionale mandata per risolvere la situazione. Al suo arrivo incominciò un blocco su Antivari e poi, dal maggio al novembre 1913, comandò anche la forza internazionale che occupò Scutari come parte della transizione della città al controllo albanese. Grazie all'ottimo lavoro svolto, il 3 giugno 1913 fu nominato Cavaliere Commendatore dell'Ordine del Bagno (KCB) e il 27 ottobre Cavaliere Commendatore dell'Ordine di San Michele e San Giorgio (KCMG).

## Prima guerra mondiale
Burney ritornò in Inghilterra e prese comando della Second Fleet e della Third Fleet, issando la sua bandiera sulla HMS Queen nel dicembre 1913 e poi sulla corazzata HMS Lord Nelson dal luglio 1914. Allo scoppio della prima guerra mondiale le due flotte al suo comando furono combinate per formare la Channel Fleet. Come comandante di questa nuova forza, nell'ottobre 1914 assicurò un viaggio sicuro verso la Francia per la British Expeditionary Force. Nel dicembre 1914 fu nominato comandante del 1st Battle Squadron e vicecomandante della Grand Fleet, con la corazzata HMS Marlborough come ammiraglia. Nel maggio 1916 comandò la squadra durante la battaglia dello Jutland, dove l'ammiraglia fu la prima nave a ingaggiare il nemico, ma fu in seguito silurata, obbligando l'ammiraglio a trasferire la sua bandiera sulla corazzata HMS Revenge. Fu promosso ammiraglio il 9 giugno 1916 e il 15 settembre dello stesso anno fu nominato Cavaliere di Gran Croce dell'Ordine di San Michele e San Giorgio (GCMG).
Burney fu nominato Secondo lord del mare nel novembre 1916, ma nel settembre 1917 fu rimosso dall'incarico, contrariamente al volere del Primo lord del mare Sir John Jellicoe, su insistenza del primo ministro David Lloyd George e del Primo lord dell'ammiragliato Eric Geddes, che volevano un uomo più giovane in quella posizione. In cambio, nell'ottobre 1917 Burney divenne comandante in capo della costa scozzese.

## Carriera dopo la guerra
Nel marzo 1919 Burney divenne comandante in capo della base di Portsmouth. Il 5 maggio 1920 divenne Deputy Lieutenant di Southampton. Il 24 novembre 1920 fu promosso ad ammiraglio della flotta, creato baronetto nel 1921 e nel 1922 promosso Cavaliere di gran Croce dell'Ordine del Bagno (GCB). Si ritirò a vita privata il 24 novembre 1925. Morì nella sua casa di Upham, nello Hampshire, il 5 giugno 1929 e fu sepolto al cimitero di Brookwood.

## Famiglia
Nel 1884 Burney sposò Lucinda Burnett; La coppia ebbe due figlie e un figlio, Dennistoun Burney, che divenne un ingegnere navale e aeronautico. Una delle figlie, Sybil Katherine, conosciuta col nome da sposa Neville-Rolfe, fu una fondatrice della Eugenics Society.